# Taishō Katsuei
La Taishō Katsuei (大正活映) est une société de production cinématographique japonaise active au début des années 1920.

## Historique
Fondé en avril 1920 par Ryōzō Asano, fils de Asano Sōichirō, à la tête d'un zaibatsu, son nom est fréquemment abrégé en Taikatsu (大活). Ses origines remontent à la Tōyō Film (aussi appelée « Sunrise Film Manufacturing Company »), entreprise créée en 1918 par Benjamin Brodsky et Thomas Kurihara, qu'Asano finit par financer.
Avec Kurihara comme directeur principal et Jun'ichirō Tanizaki comme consultant littéraire, la Taikatsu est un des deux studios fondés en 1920 — l'autre étant la Shōchiku — qui annonce son intention de produire des « films purs » conformément aux idéaux du mouvement du cinéma pur. Le studio crée une école d'acteurs et commence sa production avec Amateur Club, film réalisé par Kurihara sur un scénario de Tanizaki et fortement influencé par le cinéma américain. Parmi d'importantes réalisations, Jasei no in, autre collaboration Kurihara-Tanizaki basée sur la même histoire que Les Contes de la lune vague après la pluie de Kenji Mizoguchi. Les studios Taikatsu sont situés à Yokohama, proche de Yamate et du cimetière des étrangers (une plaque commémorative indique à présent le site).
La Taikatsu ne dure pas longtemps, car elle n'a pas assez de salles pour récupérer les coûts de production et d'importation des films américains. Son département de production est repris par la Shōchiku en 1922, même si la société dure encore quelques années comme entreprise d'exposition. Un certain nombre d'importantes personnalités du cinéma japonais sont issues de la Taikatsu, dont les réalisateurs Tomu Uchida et Buntarō Futagawa et les acteurs Tokihiko Okada, Ureo Egawa et Atsushi Watanabe.

## Films produits
- 1920 : Amateur Club (アマチュア倶楽部, Amachua kurabu?) de Thomas Kurihara (ja)
- 1921 : Kisen hōshi (喜撰法師?) de Thomas Kurihara
- 1921 : Kurueru akuma (狂へる悪魔?) de Thomas Kurihara
- 1921 : Jasei no in (蛇性の婬?) de Thomas Kurihara
- 1922 : Jitsuroku Chūshingura (実録忠臣蔵?) de Shōzō Makino